# خوزه ایسیدورو
خوزه ایسیدورو (انگلیسی: José Isidoro؛ زادهٔ ۱ اوت ۱۹۸۶) بازیکن فوتبال اهل اسپانیا است.
از باشگاه‌هایی که در آن بازی کرده‌است می‌توان به باشگاه فوتبال پولونیا ورشو، باشگاه فوتبال رئال بتیس، باشگاه فوتبال الچه، و باشگاه فوتبال نومانسیا اشاره کرد.